# IC 2005
IC 2005 је спирална галаксија у сазвјежђу Персеј која се налази на листи објеката дубоког неба у Индекс каталогу.
Деклинација објекта је + 36° 47' 15" а ректасцензија 3h 57m 39,5s. Привидна величина (магнитуда) објекта IC 2005 износи 14,8 а фотографска магнитуда 15,6. IC 2005 је још познат и под ознакама CGCG 526-15, ""in"" N 1499, PGC 14168.